# Abra (plavidlo)

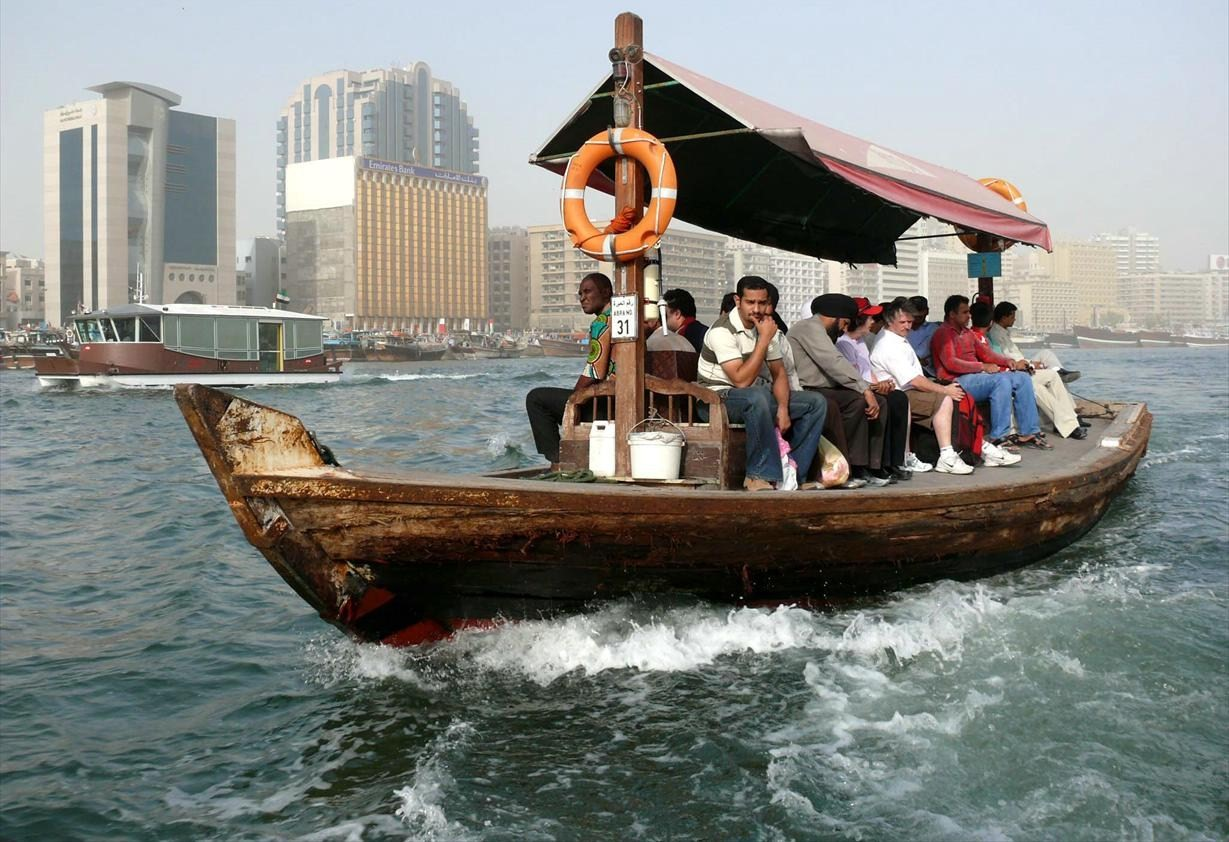
Abra v Dubajském zálivu

Abra (arabsky عبرة) je tradiční dřevěná loď.
Abry se využívají k přepravě osob přes Dubajský záliv v Dubaji ve Spojených arabských emirátech. Plují mezi zastávkou Al Ghubaiba na břehu u Bur Dubai a zastávkou Al Sabkha na břehu u Deiry. Abry vyplouvají každých pár minut. Jízdné ve výši 1 dirhamu se platí přímo převozníkovi.